# Sword in the Darkness
Sword in the Darkness (dt. „Schwert in der Dunkelheit“) ist ein unveröffentlichtes Frühwerk von Stephen King.

## Inhalt
Es handelt sich um einen 150.000 Wörter umfassenden Roman, der zwischen 1968 und 1970 geschrieben wurde. Ohne übersinnliche Elemente erzählt King die Geschichte eines Jungen, der seine Schwester und seine Mutter verloren hat und seinen Vater pflegen muss, der vor einem Nervenzusammenbruch steht. Weiterhin beschreibt King Rassenunruhen, die sich auf eine Schule konzentrieren. Das Buch wurde zwölfmal abgelehnt.